# Mörlunda

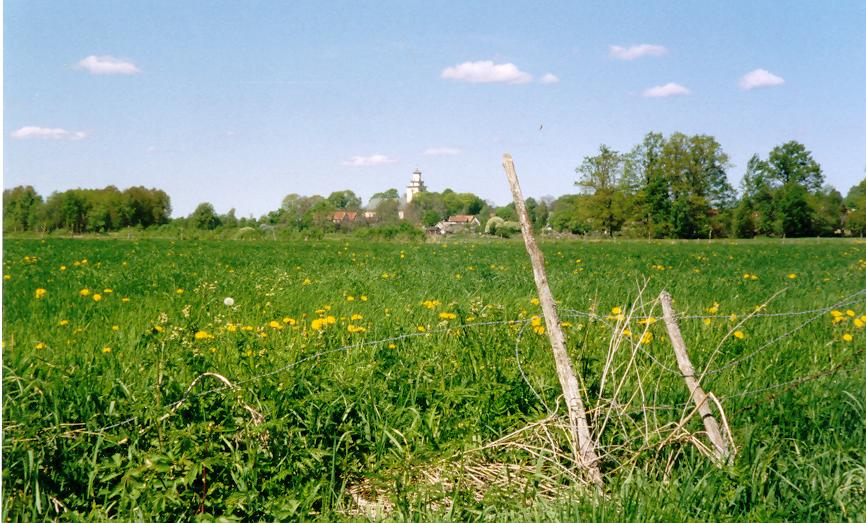
Mörlunda's kerk en de omgeving

Mörlunda is een plaats in de gemeente Hultsfred in het landschap Småland en de provincie Kalmar län in Zweden. De plaats heeft 956 inwoners (2005) en een oppervlakte van 220 hectare.

## Verkeer en vervoer
Bij de plaats lopen de Riksväg 34 en Riksväg 47.
De plaats heeft een station aan de spoorlijn Kalmar - Linköping.